# Mitchell (Dakota du Sud)
Pour les articles homonymes, voir Mitchell.
La ville de Mitchell est le siège du comté de Davison, dans l’État du Dakota du Sud, aux États-Unis. Selon le recensement de 2010, sa population s’élève à 15 254 habitants. De par sa population, c’est la sixième ville de l’État.
La municipalité s'étend sur 12,14 milles carrés (31,44 km2), dont 11,14 milles carrés (28,85 km2) de terres et un mille carré (2,59 km2) d'étendues d'eau.
La ville a été nommée en hommage au banquier Alexander Mitchell, président du Chicago, Milwaukee, St. Paul and Pacific Railroad.

## Démographie
| 1880 | 1890  | 1900  | 1910  | 1920  | 1930   |
| ---- | ----- | ----- | ----- | ----- | ------ |
| 320  | 2 217 | 4 055 | 6 515 | 8 478 | 10 942 |

| 1940   | 1950   | 1960   | 1970   | 1980   | 1990   |
| ------ | ------ | ------ | ------ | ------ | ------ |
| 10 633 | 12 123 | 12 555 | 13 425 | 13 916 | 13 798 |

| 2000   | 2010   | - | - | - | - |
| ------ | ------ | - | - | - | - |
| 14 558 | 15 254 | - | - | - | - |